# Fencooperite
La fencooperite è un minerale.

## Etimologia
Il nome è in onore dell'ingegnere e collezionista di minerali rari statunitense Joseph Fenimore Cooper (1937- ), detto Fen.